# Zona Azul
La Zona azul es uno de los diversos circuitos comerciales, además de la Zona Roja o la Zona Verde, que se encuentran dentro de Ciudad Satélite, la cual a su vez está dentro de Naucalpan de Juárez, municipio del Estado de México que colinda directamente con Tlalnepantla de Baz, Atizapan de Zaragoza y la Ciudad de México, formando parte del norponiente la Zona Metropolitana. 
La Zona Azul fue construida y diseñada con la misma técnica urbanista que constituye todas las calles y circuitos de toda Ciudad Satélite. Esta ha adquirido un carácter más social en los últimos años, siendo un punto de reunión en el mismo campo principalmente por los habitantes de las cercanías, ya que está rodeada de zonas de vivienda en su mayoría.
Este concurrido circuito comercial ha adquirido popularidad, la cual en muchas ocasiones se le atribuye a la venta de helados y aguas, no obstante, consta también de una cantidad relativa de negocios de todo tipo, como librerías, varios restaurantes, bancos, fuentes de sodas, panaderías, tiendas de ropa, estudio de tatuaje, peluquerías, entre otras.
El conjunto completo que conforma La Zona Azul está constituido por dos manzanas, ambas, a su vez, constan de algunos circuitos internos, estos, en su mayoría, simplemente tienen la función de dar acceso a las puertas traseras de algunos negocios selectos, mientras que otros tienen un propósito enfocado al comercio.
- Datos: Q5637750